# Puzzle Bobble 3
Puzzle Bobble 3 (aussi appelé Bust-a-Move 3, Bust-a-Move 3 DX ou Bust-a-Move '99) est un jeu vidéo de puzzle sorti en 1997 sur Sega Saturn, puis en 1998 sur Nintendo 64, PlayStation et Game Boy. Le jeu a été développé par Taito et édité par Acclaim.
Le jeu fait partie de la série Puzzle Bobble.